# 1928 chez Disney
L'année 1928 est marquée par le conflit sur la série Oswald le lapin chanceux et la création de Mickey Mouse.

## Événements

### Janvier
- 9 janvier 1928, Sortie du Oswald Harem Scarem'[1]
- 23 janvier 1928, Sortie du Oswald Neck 'n' Neck[1]

### Février
- 6 février 1928, Sortie du Oswald The Ol' Swimmin' Hole'[2]

### Avril
- 16 avril 1928, Sortie du Oswald Ride'em Plowboy[3]
- 30 avril 1928, Sortie du Oswald Ozzie of the Mounted[3]

### Mai
- 14 mai 1928, Sortie du Oswald Hungry Hoboes[3]
- 15 mai 1928, Sortie de la version muette de Plane Crazy, historiquement le premier Mickey Mouse[4]
- 28 mai 1928, Sortie du Oswald Oh, What a Knight[3],[5]

### Juin
- 12 juin 1928, Naissance de Richard M. Sherman, compositeur
- 25 juin 1928, Sortie du Oswald The Fox Chase[6],[7]

### Juillet
- 29 juillet 1928, Sortie de la version muette du Mickey Mouse Steamboat Willie[8]

### Août
- 7 août 1928, Sortie de la version muette du Mickey Mouse Mickey gaucho (The Gallopin' Gaucho)[4]
- 20 août 1928, Sortie du Oswald Hot Dog[4]

### Novembre
- 18 novembre 1928, Sortie de Steamboat Willie, marquant la naissance officielle de Mickey Mouse[9],[4]

### Décembre
- 30 décembre 1928, Sortie de la version sonore de Mickey gaucho (The Gallopin' Gaucho)[4]